# Cuibul Rândunicii, Crimeea
Castelul Cuibul Rândunicii (în rusă Ластoчкино гнездо, în ucraineană Ластiвчiне гнiздо) este un castel neogotic situat în Gaspra, localitate aflată la 9 km de Ialta (Peninsula Crimeea, Ucraina). Este așezat pe un colț de stâncă la o înălțime de aproximativ 40 de metri față de nivelul apei. Este un simbol faimos al Crimeei.

## Istorie
Castelul a fost construit între anii 1911-1911 de Leonida Sherwood pe amplasamentul unei foste vile din lemn construite între 1877-1878. După 1971 a fost deschis publicului ca muzeu, iar din 1975 adăpostește și un restaurant în stil italian. Castelul a deservit ca decor pentru multe filme celebre realizate în epoca sovietică.

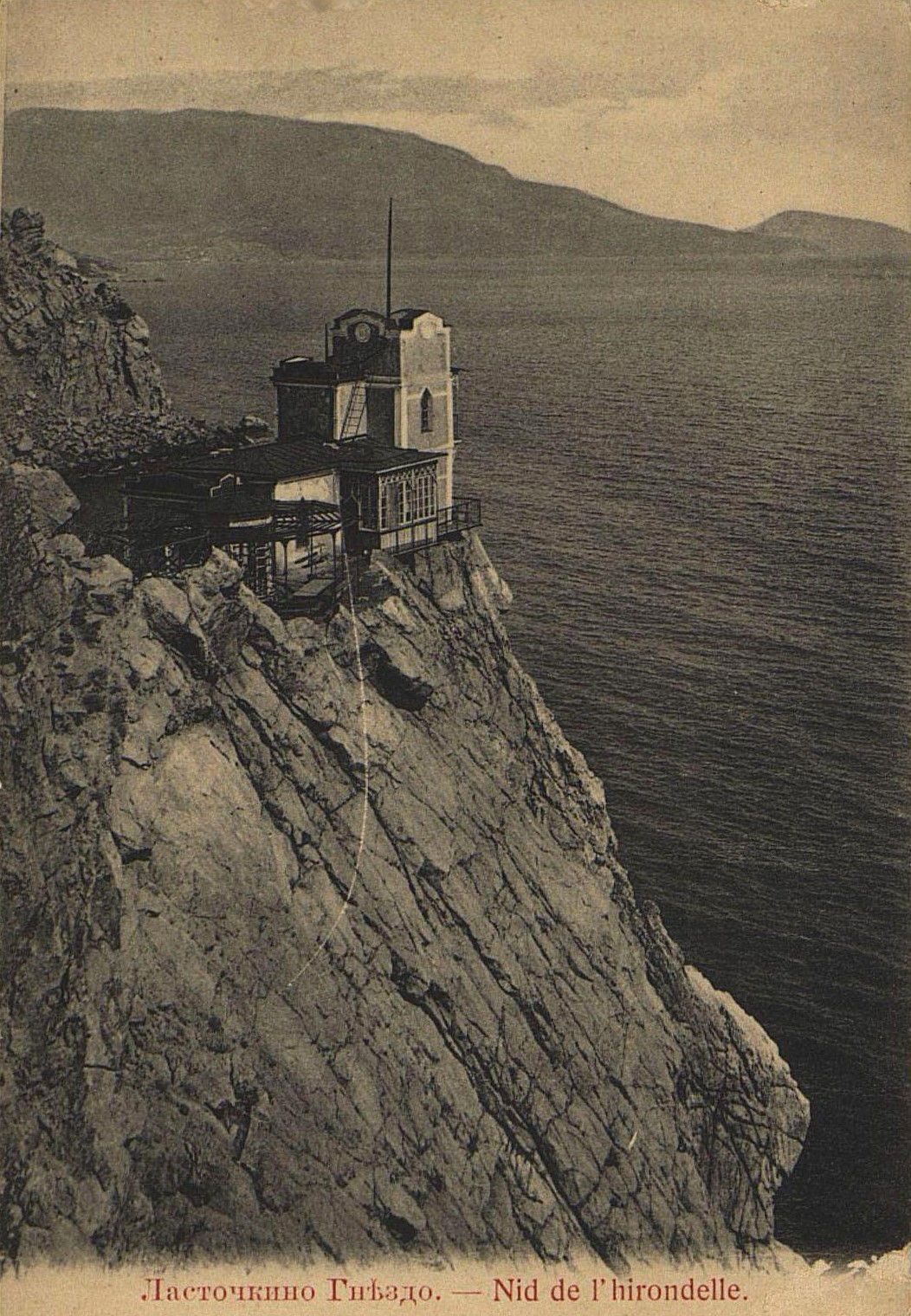
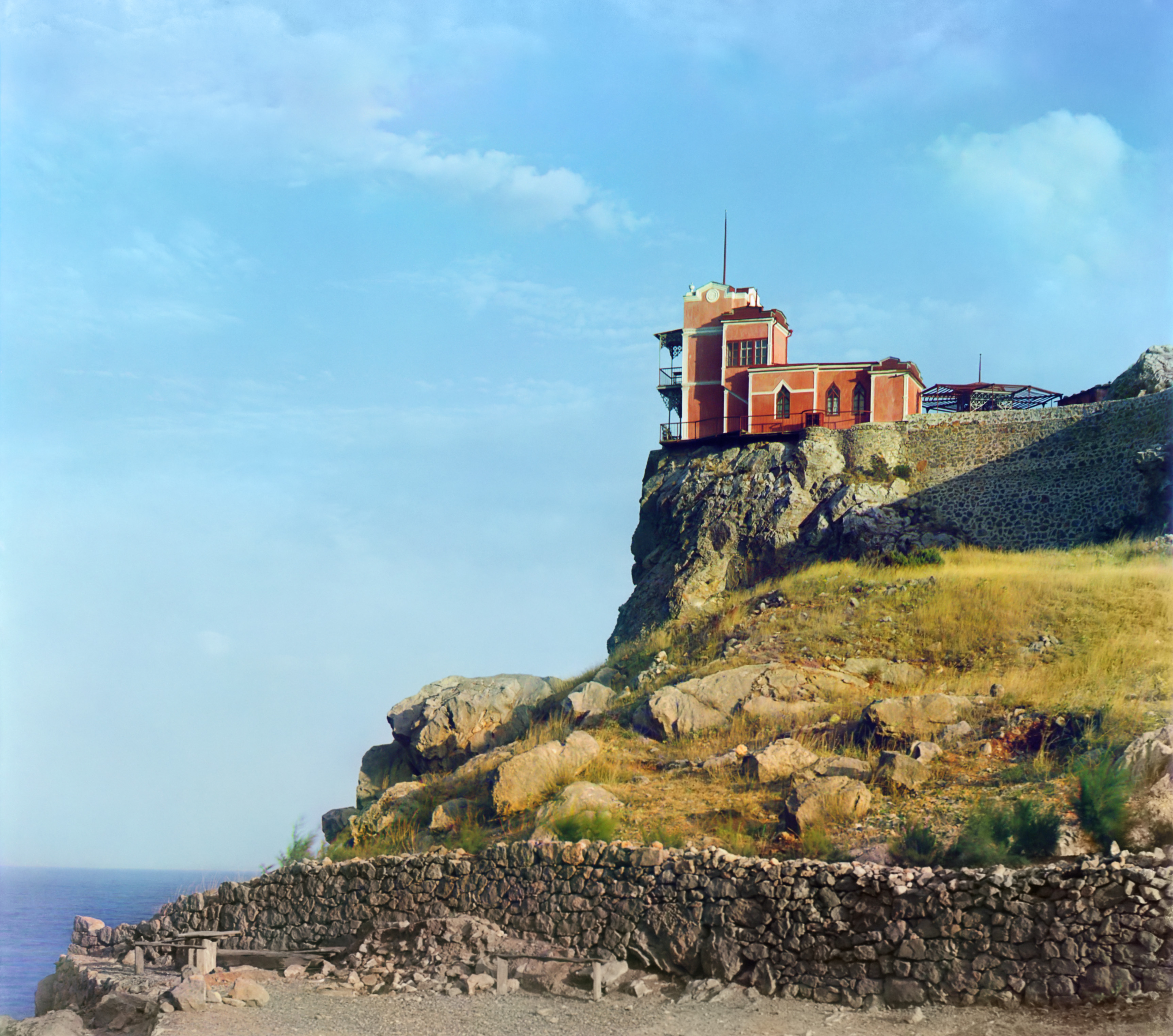
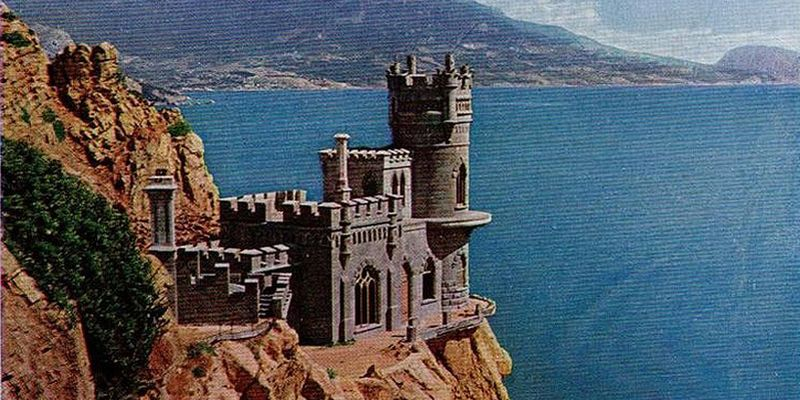
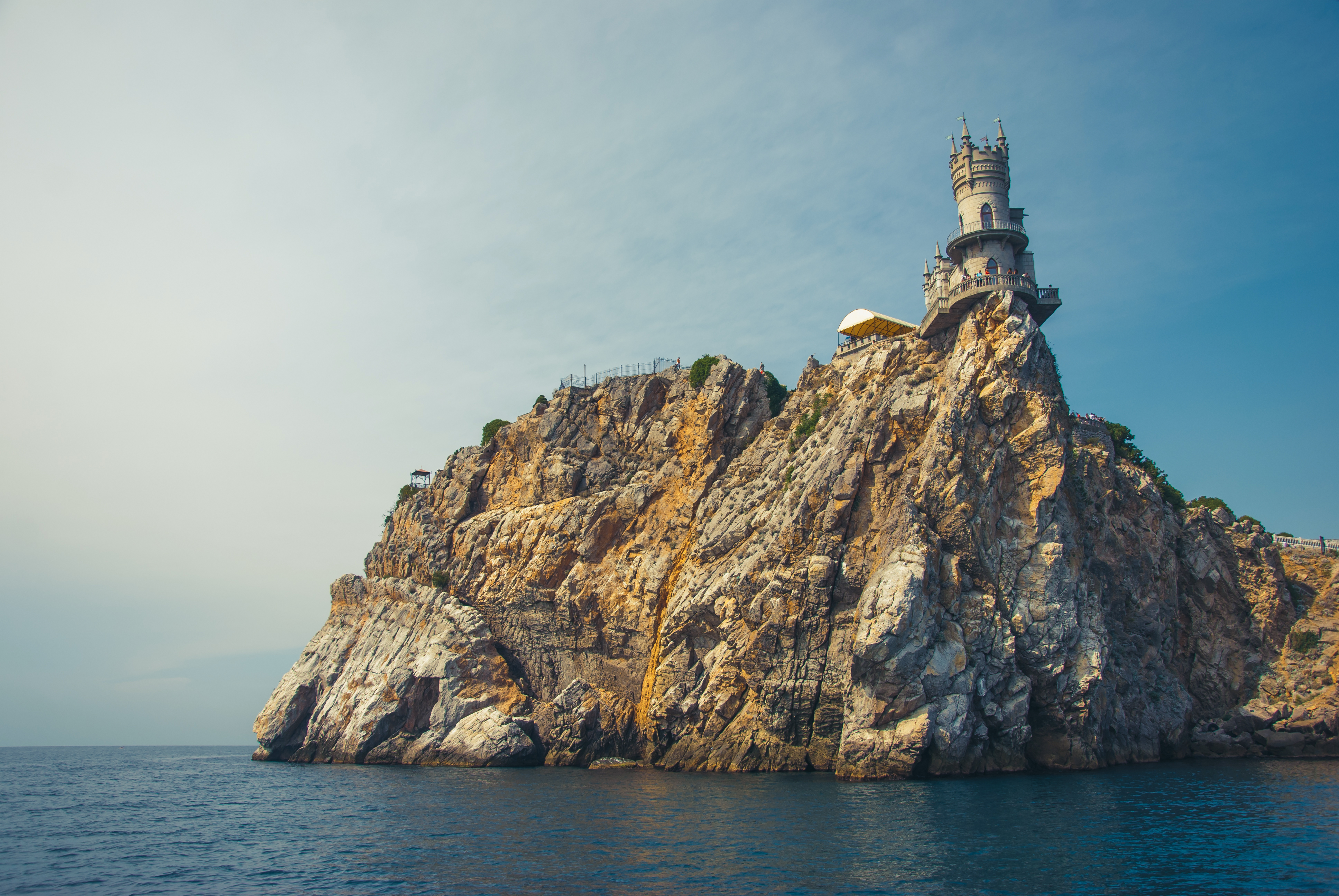
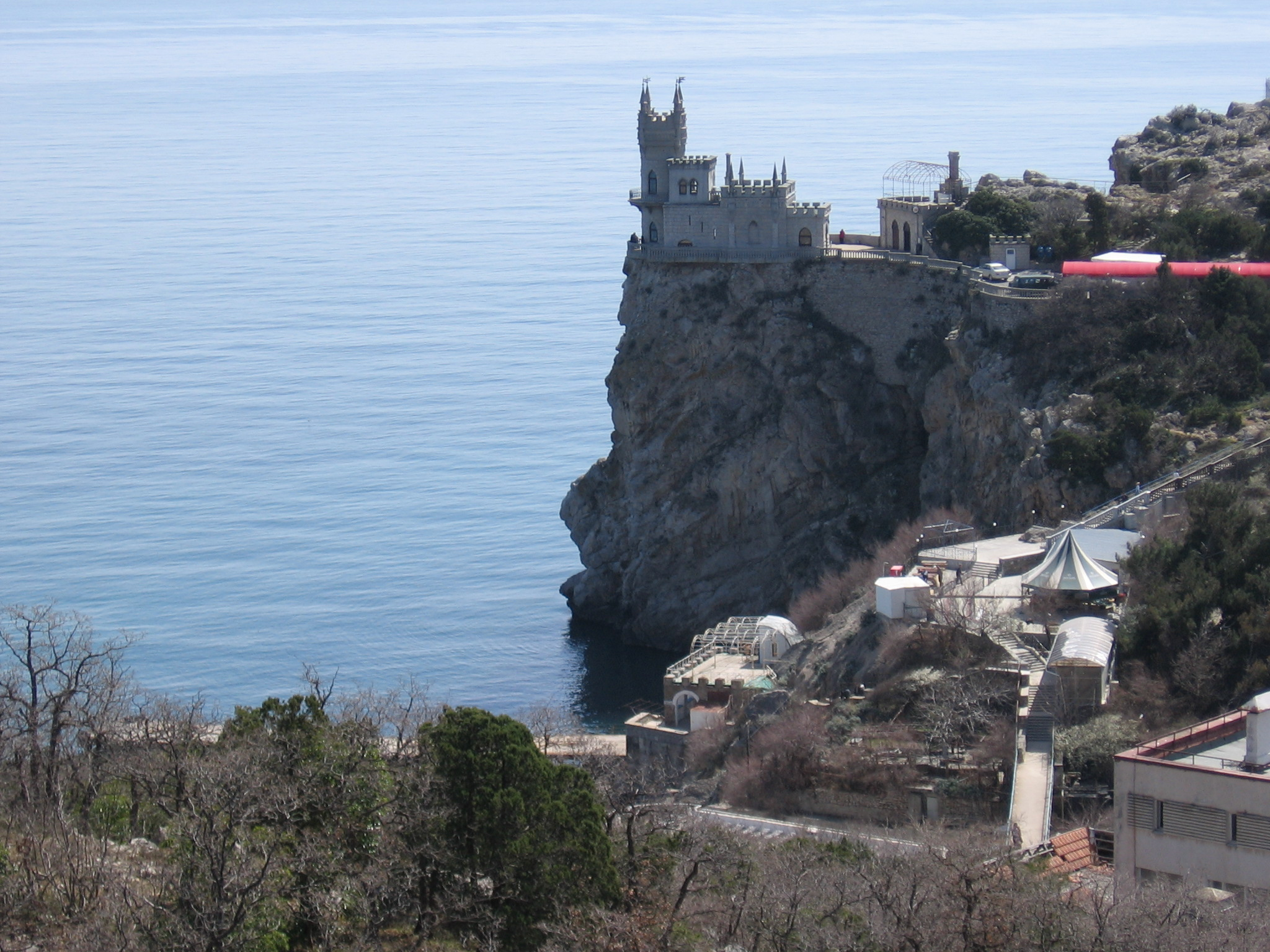
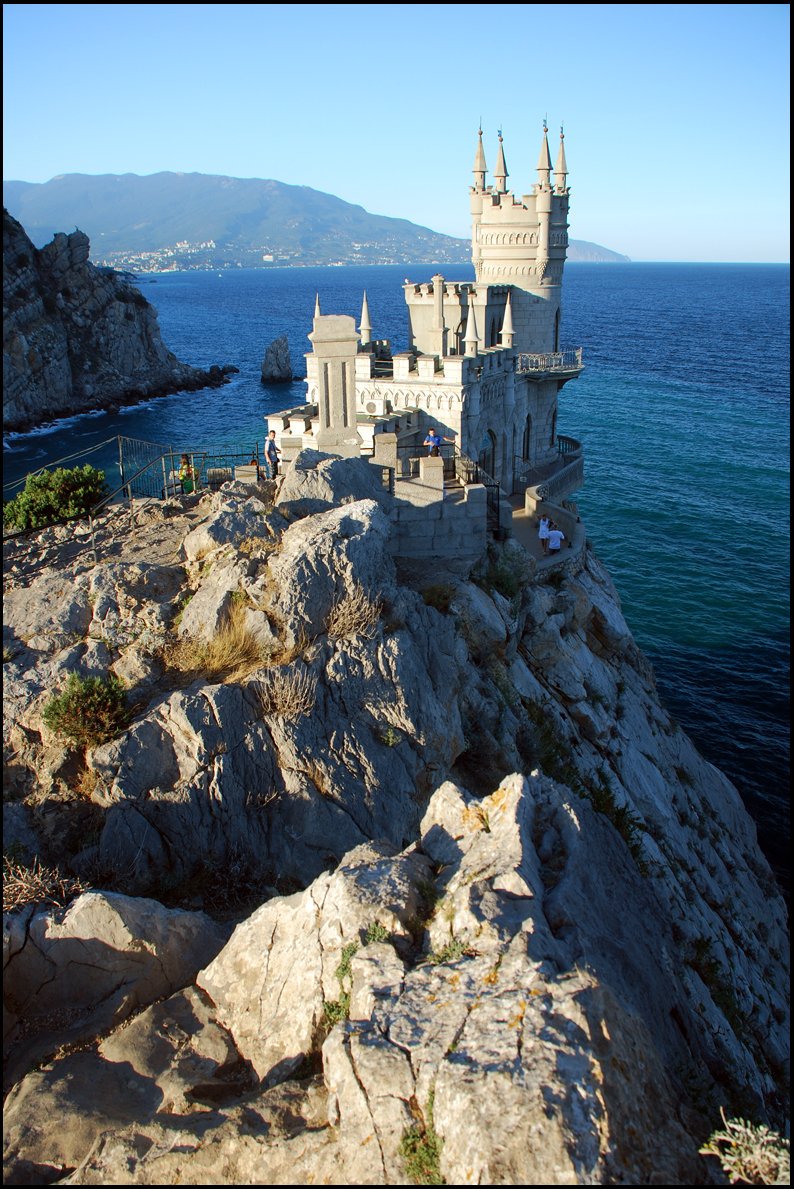